# Сильвер-Спринг (станция метро)
Сильвер-Спринг (англ. Silver Spring) — открытая наземная станция Вашингтонгского метро на Красной линии, а также станция пригородного поезда MARC линии Брансуик. Она представлена тремя платформами: одной островной используемой Вашингтонским метрополитеном и двумя боковыми — пригородным поездом MARC. Станция обслуживается Washington Metropolitan Area Transit Authority. Расположена в пригороде Силвер-Спринга на Колсвилл-роуд между Ист-Уэст-хайвей и Уэйн-авеню.
Поблизости к станции расположены штаб-квартиры учреждений Национальное управление океанических и атмосферных исследований и Национальная метеорологическая служба, телеканала Discovery.
Пассажиропоток — 4.445 млн. по состоянию на 2010 год. Это вторая по загруженности станция Мэриленда после Шейди-Гроув.
Станция была открыта 6 февраля 1978 года.
Открытие станции было совмещено с открытием ещё двух станций: Форт-Тоттен и Такома.
В 2020 году запланировано открытие Фиолетовой линии, открытие которой соединит 4 станции трёх линий Вашингтонского метрополитена: Бетесда и Сильвер-Спринг (Красная линия), Колледж-парк — Мэрилендский университет (Зелёная линия), Нью-Корроллтон (Оранжевая линия).